# Ablé Frédéric
Ablé Attékéblé Frédéric, né en 1922 à Grand-Bassam et mort le 16 septembre 2009 à Abidjan, est un commerçant et homme politique ivoirien.
Il est premier président des commerçants indigènes résidant dans le pays, et maire de la commune de Grand-Bassam de1990 à 2001. 

## Biographie
Ablé Frédéric, né vers 1922 à Moossou, est issu de la famille Attékéblé, appartenant au clan Éliévan et aux lignées Assokopouè et Ékévié du royaume de Moossou. Descendant d’une lignée de commerçants influents, il s'inscrit dans la tradition des sikéfoué, ces courtiers servant d’intermédiaires entre les négociants européens établis sur le littoral et les marchands africains des marchés continentaux. Après avoir obtenu son certificat d’études primaires à l’école régionale de Grand-Bassam en 1939, il se lance dans la formation professionnelle avant de devenir un commerçant prospère, possédant deux boutiques dont une à Moossou et l'autre à Azzuretti,,. 

## Fonctionnaire colonial
Après avoir obtenu son certificat d’études primaires , Ablé Frédéric entame une formation technique et professionnelle à l’école CLOSEL d’Abidjan, située à l’emplacement actuel du collège moderne du Plateau. Il n’y reste cependant que quelques mois avant de retourner à Bassam pour gérer ses activités commerciales. En 1942, il revient à Abidjan et, grâce à l’appui de Massieye et Ferras, s’inscrit à des cours du soir dans une école de commerce. Parallèlement, il est recruté comme commis auxiliaire au bureau des cercles d’Abidjan et réussit un concours administratif qui le mène au poste de commis expéditionnaire au service des finances, section recettes. En 1952, porté par le développement de ses affaires, il quitte la fonction publique pour se consacrer entièrement au commerce,.

### Entrepreneur
Toujours porté par son esprit d’initiative, Ablé Frédéric se lance dans le secteur du transport en 1944, aux côtés de ses cousins Ayé Édouard et Assohoun Pierre. Ensemble, ils créent une compagnie reliant Abidjan, Agboville et Abengourou. Il développe également un service de transport fluvial entre Treichville et le Plateau, d’abord avec des pirogues à pagaies appelées Ndéhi-Ndéhi, puis avec des pinasses motorisées. Ces activités florissantes lui permettent d’investir dans le commerce textile. En 1949, il ouvre à Treichville son premier magasin baptisé Ablé Famille, qui deviendra plus tard Treichville Élégance grâce à la diversification des articles proposés. Visionnaire, il lance la confection de tenues scolaires en tissu kaki – surnommées kaki Ablé – pour approvisionner sa boutique. Face au succès, il ouvre un second magasin à Adjamé, Adjamé Élégance, qui rencontre le même engouement. En 1954, son influence dans le commerce local lui vaut d’être élu président des commerçants indigènes de Côte d’Ivoire.

## Carrière politique
Ablé Frédéric est député de la nation dès 1960. Il siège à l’Assemblée nationale jusqu’à son arrestation en 1963,, puis retrouve son poste en 1975. En 1980, il devient le tout premier député élu de la circonscription de Grand-Bassam, avant de céder son siège en 1985 à Achi Brou Marthe. Son parcours prend un tournant décisif en 1990 lorsqu’il est élu maire de Grand-Bassam, fonction qu’il occupera jusqu’en 2001.